# かっこうワルツ
かっこうワルツ（スウェーデン語: Gökvalsen; 英: The Cuckoo Waltz、独: Kuckuckswalzer）とは、ヨハン・エマヌエル・ヨナーソンが1913年に作曲したアンダンテでワルツ風の曲。
カッコウの鳴き声を模したE→C音の旋律や、さえずりを模したと思われるA音のトリルなどで構成される。演奏時間は2～3分ほど。
作曲者ヨナーソン存命中の1955年に、スウェーデン映画『青空』でも使用された。
1920年代にアメリカで流行した。作詞（英語）はArthur Kingsley。

## 日本での受容
日本では、初級ピアノ課題曲としてよく知られる。
小学校学習指導要領でもたびたび取り上げられ、1958年（昭和33年）には「おどる人形」（エデ・ポルディーニ）、「トルコ行進曲」（ベートーヴェン）と共に、1968年（昭和43年）には「トルコ行進曲」（ベートーヴェン）、「ユーモレスク」（ドヴォルザーク）と共に、1977年（昭和52年）には「トルコ行進曲」（ベートーヴェン）、「メヌエット」（ヘンデル）とともに第2学年の共通鑑賞教材に選ばれているが、1989年（平成元年）には「かじやのポルカ」（ヨーゼフ・シュトラウス）、「出発」（プロコフィエフ）、「トルコ行進曲」（ベートーヴェン）となり、その座を失っている。
ただし、平成12年度の小学校教員資格認定試験では「『かっこうワルツ』の作曲家はJ.E.ヨナッソンであるか否か」という主旨の出題がなされており、日本ではこの曲でしか知られないヨナーソンに対する文部科学省（当時は文部省）の並々ならぬこだわりをうかがわせる。